# Мілан Георгій Обренович
Мілан Георгій Обренович (серб. Milan George Obrenović 1889 . / березень 1890 року  — 9 жовтня 1925 року) — вроджений Обрен Кристич (Obren Christich) був сином короля Сербії Мілана I та його грецької дружини Артемісії Христич). Після вбивства свого брата короля Олександра в 1903 році, Георгій став претендентом на сербський престол, на противагу новому королю Петру I Карагеоргієвичу, перш ніж закінчити своє життя в невідомості.

## Біографія

### Народження та родина
Хоча він широко відомий як Георгій Обренович, він народився в Белграді як Обрен Христич. Визнаний королем в якості сина, він отримав ім'я Обрен з моменту народження, щоб підкреслити своє споріднення з правлячою династією Обреновичів. Чоловіком матері Георгія був Мілан Христич, приватний секретар короля та син сербського державного діяча Філіпа Христича.
Відносини між батьками Георгія та той факт, що його мати живе у Королівському палаці, викликали великий скандал і призвели до того, що королева Наталія біжить з Белграда разом з її сином кронпринцем Олександром до Вісбадена в Німецькій імперії. Чоловік його матері згодом був позбавлений посади приватного секретаря і відправлений за кордон як представник Сербії в Берлін за умови перебування його дружини в Белграді. Це призначення відбулося лише після того, як Берлінський суд заявив, що він небажана особа, тому його надіслали до Риму . Незважаючи на те, що король Мілан дав письмову обіцянку про вступ в шлюб з Артемісією, його спроби розлучитися з королевою Наталією протистояв митрополит Белграда Михайло.
Врешті-решт обидва батьки Георгія розлучилисяз їхніми подружжями. Через п'ять місяців після свого розлучення 6 березня 1889 року король Мілан відрікся від сербського престолу, розгнівавши матір Георгія. Після того, як в кінцевому підсумку їй набридло чути вимоги колишнього короля Мілана про грошову компенсацію, Артемісія разом з сином переселилася до Стамбула, де її жив батько і заробив значні багатства спочатку в якості ландшафтного садівника і архітектора для султана Османської імперії, а пізніше і в банківській справі. Колишній король Мілан не виконав свою обіцянкупро вступ в шлюб і звернувся замість цього до сербського уряд про фінансову допомогу і через деякий час навіть помирився з колишньою королевою Наталією 8 березня 1893 року.

### Претендент на сербський трон
З розривом відносин між батьками Георгій був прийнятий своєю матір'ю в Стамбулі . Після смерті в 1901 році батька у Відні, життя Георгія змінилося. Деякі друзі його покійного батька виявили зацікавленість в ньому як можливому кандидаті на сербський престол. Один друг, угорський граф Євген Зічі, взяв на себе роль свого опікуна. Граф Євген, як правило, розглядав його як свого сина і намагався отримати згоду імператора Франца Йозефа I відправити Георгія в Терезинську військову академію. Проте, оскільки його претензії на сербський престол в Відні не були вигідні, імператор відмовився дозволити його зарахування.
Хоча син короля Мілана та його брат зі своєю дружиною королевою Драгою були без спадкоємця, Георгія вони не бачили як можливого наступника престолу. Натомість, брат колишній Нікодій Луньєвіц та чорногорський князь Мірко, що одружився з Наталією Константинович (онука княгині Анки Обренович), говорили про те, що вони спадкоємці.
Після вбивства короля Олександра та його дружини королеви Драги в 1903 році, престол Сербії був запропонований князю Петру Карагеоргієвичу, чия родина мала давню багаторічну ворожнечу з Обреновичами за сербський престол. Граф Євген, стверджував, що Георгій — єдиний чоловічий син нащадка Обреновича, і його батько, король Мілан, прийняв на законних підставах, і в такому випадку це було достатньо, щоб його узаконити, а його претензії на престол задовольнити і зробити спадкоємцем батька та брата. Георгій отримавши таку підтримку починає активно діяти . Його прибічники публікують прокламації в Белграді та борються з прихильниками новообраного короля Петра Карагеоргієвіча. Незважаючи на повідомлення про те, що Георгій та його матір приїхали до Сербії, це не призвело ні до яких заворушень, і султан Осман порадив матері, що його слід утримати від прогулянок на вулиці через побоювання, що його намагатимуться вбити .
У 1906 році, через три роки після смерті свого брата, Георгій здійснив нову безуспішну спробу завоювати престол Сербії . У червні під час навчання в Клаусенбурзі в Угорщині суперечка в кав'ярні привела до дуелі на шпагах, які відбулася між Георгієм та студентом місцевого університету. Незважаючи на те, що він пережив дуель, він стави почувати себе гірше, оскільки отримав серйозні травми голови, плеча та грудей . У кінці цього року він зазнав подальшого удару, коли його покровитель, граф Євгеній Зічі, помер у День боксу, залишивши Георгія самого по собі, дозволивши скористатись своїми грошима, щоб підтримати його претензії, оскільки король Мілан нічого не залишив своєму синові. Все не було втрачено, оскільки він все ще мав велике спадкоємство, щоб з нетерпінням чекав від дідуся в Стамбулі.

### Божевілля
Після повернення до столиці Османської імперії в лютому 1907 року, Георгій пережив спробу вбивства, коли людина з кинджалом в руках, намагалася втиснути його в скриню, однак він врятувався та вижив після того, як кинджал потрапив у товсту кишеню, яку він носив . Через п'ять місяців в липні 1907 року, коли Георгій прогулювався бомба вилетіла з вікна посольства США в Стамбулі. Він потім заявив, що це спроба вбивства здійснена агентами короля Петра Карагеоргієвича. Це пояснення бомбардування було сприйняте певним скептицизмом, і деякі розглядали його як спробу використати вибух, для того щоб зберегти Георгія відомим в очах людей . У наступному місяці було повідомлено, що він намагався влаштувати власне життя після того, як влада Османів відмовилася дозволити йому взяти на себе прізвище Обренович . Проте, виникло ще одне питання, оскільки розслідування про бомбардування зробило висновок, що Георгій сам встановив його, щоб це виглядало як спроба замаху на його життя. В результаті він був вигнаний з Туреччини султаном. Викриття також коштувало Джорджу його спадщину від свого дідуся, який розлютився у своїх дій онуків, написав його з його волі. Його дід помер пізніше того ж року, перш ніж будь-який шанс на примирення може відбутися.
Щойно вигнаний з Туреччини Джордж вирушив до Парижа, перш ніж поїхати до Австро-Угорщини, де отримав певну підтримку друзів своїх покійних батьків, які побачили, що він може одномоментно піднятися на сербський престол. Щоб покращити свій фінансовий стан, були невдалі спроби завести для себе багату дружину з Австро-Угорщини чи Америки. Коли підтримка закінчилася, він багато в чому зник з погляду подорожуючи по Європі та через падіння боргів. Врешті-решт він впав у бідність і перебивався різними роботами, щоб вижити. Після спроби працювати в австро-угорських державних міністерствах через нестачу кваліфікації він працював на різноманітних роботах, таких професійний жокей, перед тим як спробувати співати в кафе і на сцені, але він був змушений відмовитися від цієї кар'єри через те, що він платив себе за князя . Потім він продовжував працювати спальних вагонах на Східному експресі. Його ім'я через деякий час знову з'явилося у зв'язку зі своїми старими претензіями під час Першої світової війни, коли в січні 1916 року було помилково повідомлено, що він був проголошений королем Сербії німцями та австро-угорцями .
Пізніше Георгій став письменником, однак єдиною книгою, яку він коли-небудь напише, про життя його батька короля Мілана, була заборонена сербським урядом. Георгій Обренович помер без грошей в німецькому будинку для бідних 9 жовтня 1925 року.

### Можливі нащадки
Відповідно до статті 2003 року сербської медіакомпанії «Новини», у Георгія був син, ім'я якого було Стефан, і який служив кавалерійським капітаном у французькій армії. Стефан у свою чергу мав сина під назвою Панта (Панка) Обренович (також відомий як Марк Ем), який виконував обов'язки голови «Фонду Обреновича» до своєї смерті в Парижі на початку 2002 року.
Джерела
- Allström, Carl Magnus (1904). Dictionary of royal lineage of Europe and other countries. Volume 2.
- Milorad BOŠNJAK (11 January 2003). «Nasleđe umesto krune». Novosti AD. Retrieved 12 September 2011.
- «Milan's new intrigue», The Evening Telegram, p. 3, 10 January 1898
- «Peter Accepts», The Chenango Semi-Weekly Telegraph, p. 4, 17 June 1903
- «Count Eugene Zichy», New York Times, 27 December 1906
- «King's son a cafe singer», New York Times, 28 January 1909